# Fos-sur-Mer
Pour les articles homonymes, voir Fos.
Fos-sur-Mer est une commune française, située dans le département des Bouches-du-Rhône en région Provence-Alpes-Côte d'Azur.

## Géographie

### Situation
Les communes limitrophes sont Arles, Istres, Port-de-Bouc, Port-Saint-Louis-du-Rhône, Saint-Martin-de-Crau et Saint-Mitre-les-Remparts.

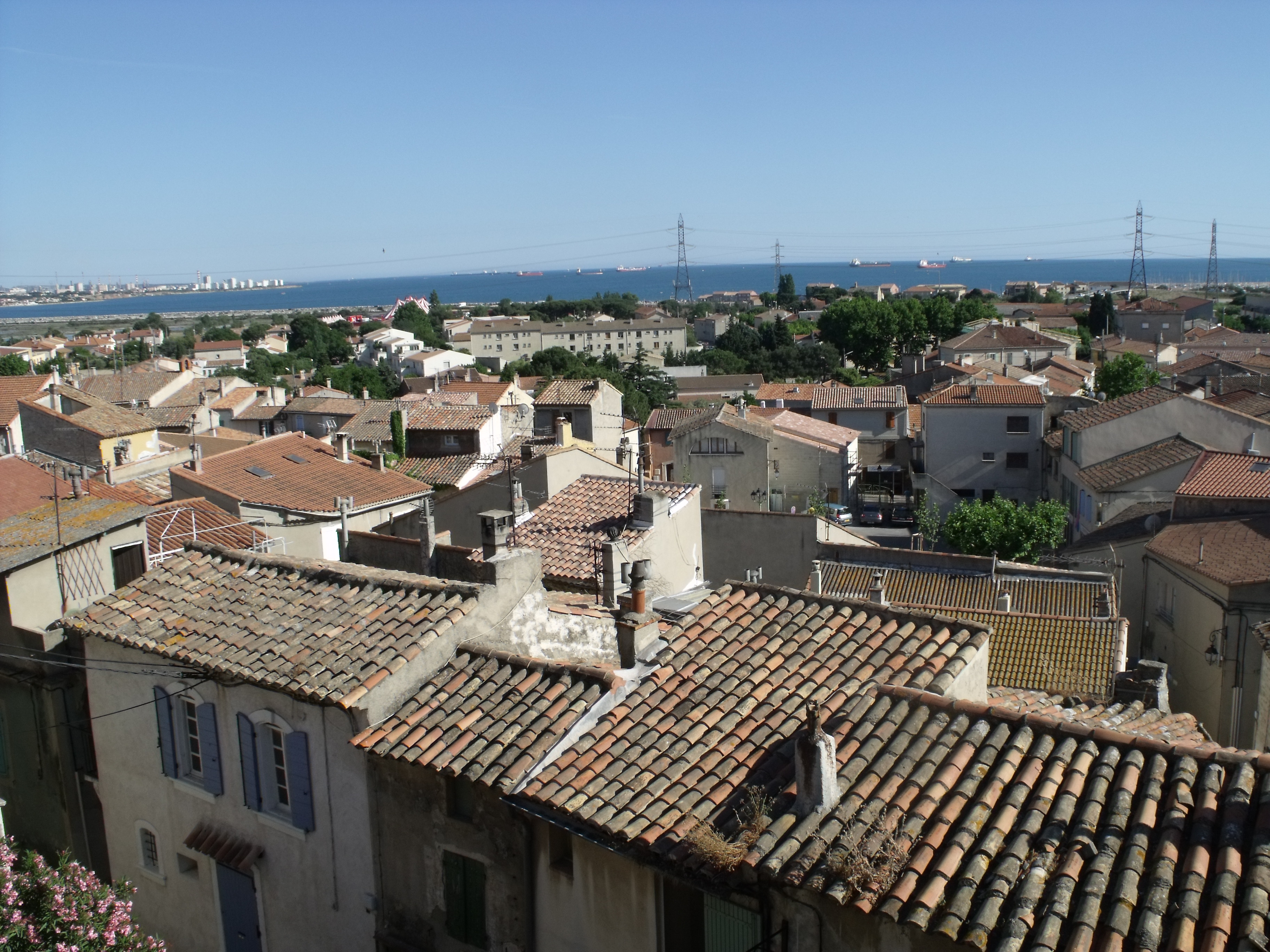
Vue de la ville de Fos-sur-Mer depuis les remparts de la vieille ville.

La commune de Fos-sur-Mer se situe à 49 km au nord-ouest de Marseille,, sur le littoral méditerranéen, au fond d'un golfe auquel elle a donné son nom et qui s'enfonce entre l'étang de Berre et le delta du Rhône, et à l'extrémité Sud de la plaine de la Crau. La commune possède 6 km de plages de sable, trois étangs – l'étang de Lavalduc, l'étang d'Engrenier et l'étang de l'Estomac –, et elle est traversée par le canal d'Arles à Bouc (portion du canal de Marseille au Rhône).

### Communes limitrophes
La commune est limitrophe de Istres à 9,3 km.
| Arles                              | Saint-Martin-de-Crau | Istres            |
| Canal de navigation d'Arles à Bouc | Fos-sur-Mer          | Étang de Lavalduc |
| Mer Méditerranée                   | Mer Méditerranée     | Mer Méditerranée  |

### Climat
Pour des articles plus généraux, voir Climat de Provence-Alpes-Côte d'Azur et Climat des Bouches-du-Rhône.
En 2010, le climat de la commune est de type climat méditerranéen franc, selon une étude du Centre national de la recherche scientifique s'appuyant sur une série de données couvrant la période 1971-2000. En 2020, Météo-France publie une typologie des climats de la France métropolitaine dans laquelle la commune est exposée à un climat méditerranéen et est dans la région climatique Provence, Languedoc-Roussillon, caractérisée par une pluviométrie faible en été, un très bon ensoleillement (2 600 h/an), un été chaud (21,5 °C), un air très sec en été, sec en toutes saisons, des vents forts (fréquence de 40 à 50 % de vents > 5 m/s) et peu de brouillards.
Pour la période 1971-2000, la température annuelle moyenne est de 14,9 °C, avec une amplitude thermique annuelle de 16,8 °C. Le cumul annuel moyen de précipitations est de 568 mm, avec 5,8 jours de précipitations en janvier et 1,3 jours en juillet. Pour la période 1991-2020, la température moyenne annuelle observée sur la station météorologique de Météo-France la plus proche, « Istres », sur la commune d'Istres à 8 km à vol d'oiseau, est de 15,6 °C et le cumul annuel moyen de précipitations est de 572,9 mm. 
La température maximale relevée sur cette station est de 44,3 °C, atteinte le 28 juin 2019 ; la température minimale est de −13,6 °C, atteinte le 10 février 1956,,.
| Mois                                  | jan.             | fév.             | mars            | avril           | mai            | juin           | jui.            | août           | sep.           | oct.            | nov.            | déc.             | année      |
| ------------------------------------- | ---------------- | ---------------- | --------------- | --------------- | -------------- | -------------- | --------------- | -------------- | -------------- | --------------- | --------------- | ---------------- | ---------- |
| Température minimale moyenne (°C)     | 3,4              | 3,5              | 6,2             | 8,8             | 12,6           | 16,6           | 19,2            | 19             | 15,4           | 12,2            | 7,4             | 4,2              | 10,7       |
| Température moyenne (°C)              | 7,5              | 8,1              | 11,3            | 14              | 17,9           | 22,2           | 24,9            | 24,7           | 20,6           | 16,6            | 11,4            | 8,2              | 15,6       |
| Température maximale moyenne (°C)     | 11,6             | 12,7             | 16,4            | 19,1            | 23,2           | 27,8           | 30,7            | 30,4           | 25,8           | 21              | 15,4            | 12,1             | 20,5       |
| Record de froid (°C) date du record   | −11,1 07.01.1985 | −13,6 10.02.1956 | −7,2 07.03.1971 | −1,4 01.04.1977 | 3,1 04.05.1967 | 6,7 04.06.1984 | 9 12.07.1936    | 9,6 30.08.1986 | 5,1 29.09.1974 | −2 31.10.1941   | −4,9 23.11.1998 | −12,6 27.12.1962 | −13,6 1956 |
| Record de chaleur (°C) date du record | 21 19.01.07      | 23,4 24.02.20    | 26 23.03.19     | 29,8 20.04.1949 | 34,5 24.05.11  | 44,3 28.06.19  | 39,5 26.07.1983 | 40,3 01.08.20  | 34,9 03.09.16  | 30,9 02.10.1997 | 25,2 03.11.1970 | 20,5 05.12.18    | 44,3 2019  |
| Précipitations (mm)                   | 55,6             | 33,6             | 31,5            | 59              | 42,5           | 28,2           | 12,5            | 23,4           | 80             | 86,7            | 76,2            | 43,7             | 572,9      |

| Diagramme climatique                                  |             |             |           |              |              |              |            |            |            |             |             |
| J                                                     | F           | M           | A         | M            | J            | J            | A          | S          | O          | N           | D           |
| 11,63,455,6                                           | 12,73,533,6 | 16,46,231,5 | 19,18,859 | 23,212,642,5 | 27,816,628,2 | 30,719,212,5 | 30,41923,4 | 25,815,480 | 2112,286,7 | 15,47,476,2 | 12,14,243,7 |
| Moyennes : • Temp. maxi et mini °C • Précipitation mm |             |             |           |              |              |              |            |            |            |             |             |

Les paramètres climatiques de la commune ont été estimés pour le milieu du siècle (2041-2070) selon différents scénarios d'émission de gaz à effet de serre à partir des nouvelles projections climatiques de référence DRIAS-2020. Ils sont consultables sur un site dédié publié par Météo-France en novembre 2022.

## Urbanisme

### Typologie
Au 1er janvier 2024, Fos-sur-Mer est catégorisée centre urbain intermédiaire, selon la nouvelle grille communale de densité à 7 niveaux définie par l'Insee en 2022.
Elle appartient à l'unité urbaine de Marseille-Aix-en-Provence, une agglomération inter-départementale dont elle est une commune de la banlieue,. Par ailleurs la commune fait partie de l'aire d'attraction de Marseille - Aix-en-Provence, dont elle est une commune de la couronne,. Cette aire, qui regroupe 115 communes, est catégorisée dans les aires de 700 000 habitants ou plus (hors Paris),.
La commune, bordée par la mer Méditerranée, est également une commune littorale au sens de la loi du 3 janvier 1986, dite loi littoral. Des dispositions spécifiques d’urbanisme s’y appliquent dès lors afin de préserver les espaces naturels, les sites, les paysages et l’équilibre écologique du littoral, tel le principe d'inconstructibilité, en dehors des espaces urbanisés, sur la bande littorale des 100 mètres, ou plus si le plan local d’urbanisme le prévoit.

### Occupation des sols
L'occupation des sols de la commune, telle qu'elle ressort de la base de données européenne d’occupation biophysique des sols Corine Land Cover (CLC), est marquée par l'importance des territoires artificialisés (40,1 % en 2018), en augmentation par rapport à 1990 (35,8 %). La répartition détaillée en 2018 est la suivante : 
milieux à végétation arbustive et/ou herbacée (35,6 %), zones industrielles ou commerciales et réseaux de communication (28,3 %), zones humides côtières (10 %), zones urbanisées (8,3 %), eaux continentales (5,6 %), eaux maritimes (3,7 %), mines, décharges et chantiers (3,5 %), cultures permanentes (2 %), zones agricoles hétérogènes (1,3 %), espaces ouverts, sans ou avec peu de végétation (0,8 %), prairies (0,4 %), forêts (0,4 %). L'évolution de l’occupation des sols de la commune et de ses infrastructures peut être observée sur les différentes représentations cartographiques du territoire : la carte de Cassini (XVIIIe siècle), la carte d'état-major (1820-1866) et les cartes ou photos aériennes de l'IGN pour la période actuelle (1950 à aujourd'hui).

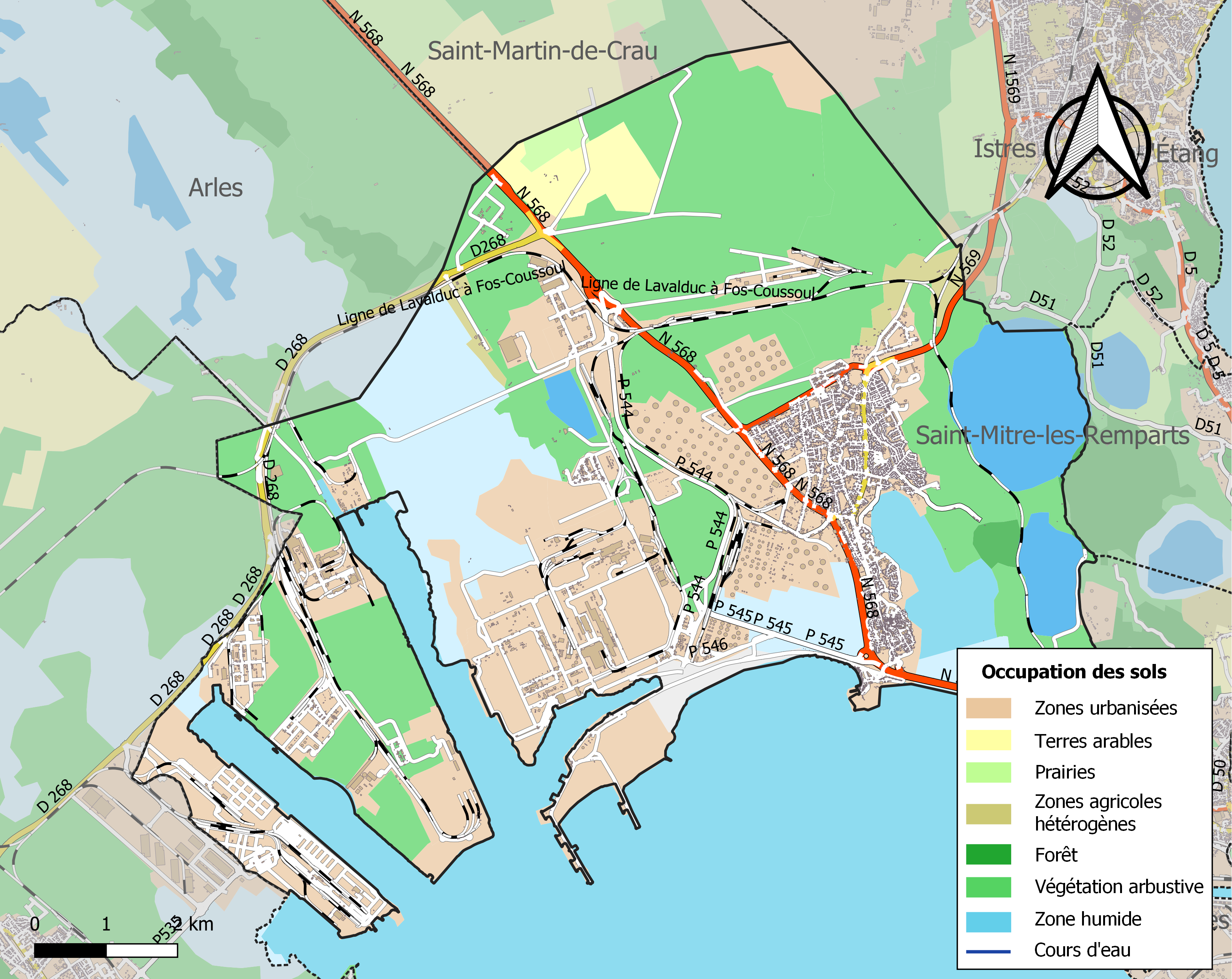
Carte des infrastructures et de l'occupation des sols de la commune en 2018 (CLC).

### Habitat et logement
En 2018, le nombre total de logements dans la commune était de 6 861, alors qu'il était de 6 823 en 2013 et de 6 329 en 2008.
Parmi ces logements, 93,7 % étaient des résidences principales, 2,4 % des résidences secondaires et 3,9 % des logements vacants. Ces logements étaient pour 70,1 % d'entre eux des maisons individuelles et pour 29,7 % des appartements.
Le tableau ci-dessous présente la typologie des logements à Fos-sur-Mer en 2018 en comparaison avec celle des Bouches-du-Rhône et de la France entière. Une caractéristique marquante du parc de logements est ainsi une proportion de résidences secondaires et logements occasionnels (2,4 %) inférieure à celle du département (4,6 %) et à celle de la France entière (9,7 %). Concernant le statut d'occupation de ces logements, 61,9 % des habitants de la commune sont propriétaires de leur logement (61,5 % en 2013), contre 50,8 % pour les Bouches-du-Rhône et 57,5 % pour la France entière.
| Typologie                                               | Fos-sur-Mer | Bouches-du-Rhône | France entière |
| ------------------------------------------------------- | ----------- | ---------------- | -------------- |
| Résidences principales (en %)                           | 93,7        | 87,9             | 82,1           |
| Résidences secondaires et logements occasionnels (en %) | 2,4         | 4,6              | 9,7            |
| Logements vacants (en %)                                | 3,9         | 7,6              | 8,2            |

### Qualité de l'environnement
Selon une émission de 2017 de France Culture, une proportion anormalement élevée de maladies rares à Fos-sur-Mer est très probablement due au fait que le golfe de Fos est occupé par une des plus grandes zones industrielles d' Europe, dont une trentaine de sites sont classés Seveso 2 (activités dangereuses). Parmi les multinationales présentes, on nomme Total, Esso, Gaz de France, Air Liquide, Kem One, ArcelorMittal. L'étude Index de 2018 confirme la contamination des habitants par les gaz toxiques, et bio polluants (métaux, benzène et hydrocarbures aromatiques polycycliques, hautement cancérigènes). Fos EPSEAL a documenté le taux de cancers qui sont presque deux fois plus nombreux chez la population locale qu'au niveau national.
Trois démarches judiciaires ont été lancées par l'Association de défense et de protection du littoral du golf de Fos (ADPLGF). En 2018, une plainte contre X au pénal est déposée pour « mise en danger de la vie d'autrui ". En 2019, une assignation au civil est engagée par 14 personnes du voisinage à l'encontre de quatre sociétés (ArcelorMittal, Esso, Dépôt pétrolier de Fos et Kem One) pour « trouble anormal du voisinage » avec demande d'indemnisation pour « préjudice moral d'anxiété », « préjudice physique » et « bouleversement dans les conditions d'existence ». La troisième démarche vise l'Etat français devant le tribunal administratif pour « carence fautive »,.

## Toponymie
Le nom actuel de la ville vient du latin Fossa Marianna du nom d'un canal creusé par les troupes du général romain Caius Marius.
En provençal, la ville se nomme Fos de Mar.

## Histoire

### Préhistoire
Le site du Mourre-Poussiou atteste de la fréquentation de groupes de chasseurs-cueilleurs de l'Épipaléolithique. Ce petit plateau de forme allongée est situé sur la rive orientale de l'étang de l'Estomac, à environ 1 km au nord-est de la ville. Son pourtour était constitué d'abris-sous-roche creusés par l'érosion de différentes époques. Ceux-ci ont disparu ou se sont effondrés par suite du recul de la falaise. Largement détérioré par l'aménagement de deux châteaux d'eau et par la suite par l'action de fouilleurs clandestins, le site a fait l'objet de fouilles par le préhistorien Max Escalon de Fonton en 1971, 1972, 1973 puis en 1977 et 1979. Celles-ci ont permis de mettre en évidence non seulement une occupation du site pendant l'Épipaléolithique (Valorguien et Montadien pour lequel on dispose d'une date C14 : 8980 +/- 200 B.P.) mais également durant le Mésolithique (Castelnovien).
Le secteur a aussi livré quelques vestiges ténus (tessons de poterie) du Néolithique final et du Chalcolithique.

### Antiquité
Durant l'Antiquité gallo-romaine, Fos-sur-Mer était un port de premier ordre, sans doute rattaché à la cité d'Arles. Son nom, Fossae Marianae, est d'ailleurs à l'origine du nom actuel de Fos, il désignait un canal creusé sur l'ordre de Caius Marius. Il est indiqué sur la célèbre Table de Peutinger, sous la forme d'une vignette utilisée seulement sur ce document pour le port d'Ostie, ce qui donne une idée de son importance. À ce jour[Quand ?], la question de la localisation de Fossae Marianae reste posée.
Toutefois, la présence d'un ensemble complexe de constructions actuellement submergées et situées dans l'anse Saint-Gervais, à l'ouest de la pointe du même nom, fournira peut-être un début de réponse. On y a repéré les vestiges d'une importante architecture en blocs taillés de grand appareil, avec assemblage à queue d'aronde, un mur épais en blocage ainsi qu'un dispositif formé de gros pieux. À une vingtaine de mètres de la plage ont été également repérés plus de 300 alignements de blocs de pierre percés en leur centre d'une cavité circulaire (pour des piliers de bois ?) et qui forment deux ensembles rectangulaires de 36 × 110 m, interprétés comme de possibles aménagements de chantier de construction navale. Enfin, en 1975, à quelque 200 m à l'ouest de l'ensemble des structures immergées ont été découverts les vestiges d'une nécropole gallo-romaine qui a livré une vingtaine de stèles et d'autels funéraires dont cinq portant des inscriptions. Cette nécropole qui peut être datée des premiers siècles après Jésus-Christ est aujourd'hui submergée par 4 à 5 m d'eau à quelque 300 à 400 m du rivage mais se trouvait hors d'eau à l'époque de son utilisation.
Dans la même zone de Saint-Gervais, en bord de mer, des investigations menées en 1984 puis en 2004 ont révélé les vestiges d'un édifice probablement cultuel et funéraire (basilique ?) ainsi qu'une nécropole datant de l'Antiquité tardive. L'édifice n'est illustré que par un fragment de mur de 10 m de longueur. De chaque côté ont été mis au jour des tombes et des sarcophages avec leurs couvercles en bâtière. Cette nécropole chrétienne peut être située entre le Ve et le VIIe siècle. Sous celle-ci subsistent des vestiges de tombes gallo-romaines.

### Moyen Âge

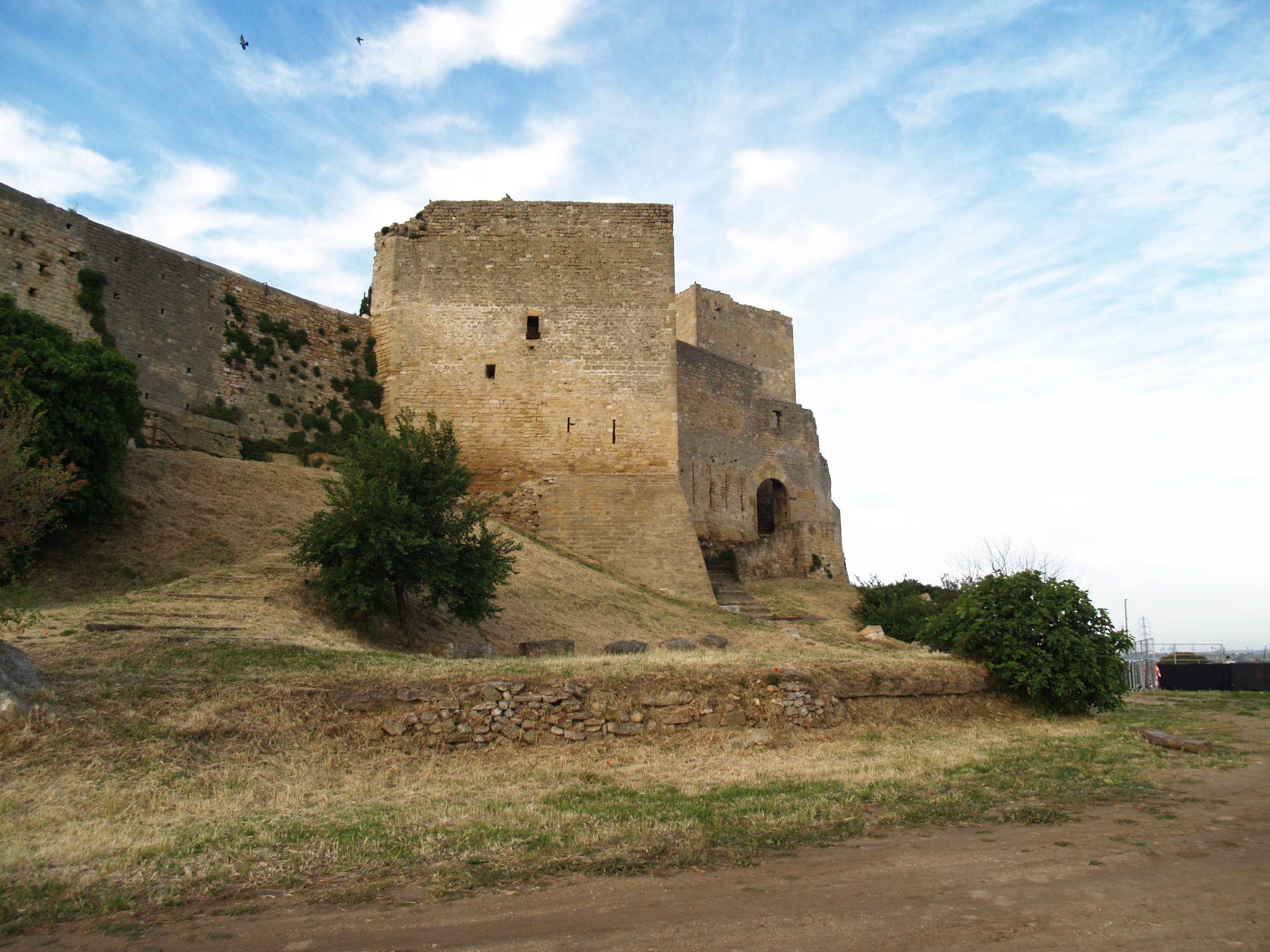
Fortification médiévale de Fos-sur-Mer.

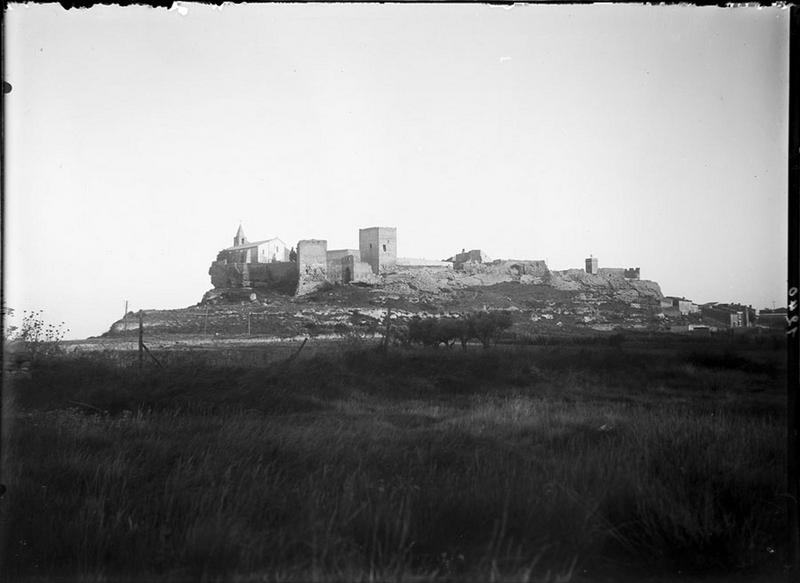
Vue de l'Hauture avec le château, au début du XXe siècle/

Au Moyen Âge, Fos-sur-Mer est le fief originel des seigneurs de Fos. Il se présentait sous la forme d'une bande littorale longue d'environ 25 km pour une largeur inférieure à 10 km et englobait le château, l'un des plus anciens et des plus importants de la Provence occidentale, le village et les terres de Fos, des églises rurales comme Saint-Julien et Saint-Pierre près de Martigues et l'abbaye Saint-Gervais de Fos.
Cette dernière était située entre l'étang de l'Estomac et le grand marais de la Basse Crau. La première mention du lieu, en 923, ne fait mention que d'une église déjà dédiée à saint Gervais, citée comme une annexe à l'église Saint-Sauveur de Fos. Concédée un temps à l'évêque de Marseille par l'archevêque d'Arles, Manassès, elle fut ensuite restituée à ce dernier une cinquantaine d'années plus tard. À l'initiative d'un prêtre, Pation, sans doute chargé de l'église, et avec l'accord de l'archevêque d'Arles, une communauté de moines s'y établit en 989 et s'attela, peut-être avec l'aide des seigneurs de Fos, à la construction des bâtiments de l'abbaye. Celle-ci fut consacrée officiellement en mai 992 par l'archevêque d'Arles Anno. En 1081, après avoir gravité dans l'orbite spirituelle de l'abbaye Saint-Victor de Marseille, l'abbaye de Saint-Gervais est cédée à l'abbaye de Cluny. C'est la seule abbaye affiliée à Cluny de toute la Provence maritime. Le privilège du pape Innocent II qui confirme en 1130 les possessions de l'abbaye de Saint-Gervais mentionne 22 églises réparties dans au moins sept diocèses. Cet éloignement de l'abbaye-mère et les circonstances du temps (peut-être les guerres Baussenques, 1145-1162) expliquent que cette tutelle ne dure pas plus de 80 ans. En 1223, l'abbaye est placée, non sans une tenace résistance des abbés de Saint-Gervais pendant plus de 35 ans, sous la juridiction de l'archevêque d'Arles qui en fait bientôt une abbaye de chanoines réguliers à laquelle il unit les églises de Saint-Sauveur et de Sainte-Marie de Fos, de Saint-Pierre de Lavalduc et de Sainte-Marie de Bouc pour l'entretien de la petite communauté.
La famille des seigneurs de Fos, sans doute de souche locale, a tiré son nom de la garde du château de Fos qui lui aurait été confiée au cours du Xe siècle par l'archevêque d'Arles, Manassès, neveu d'Hugues d'Arles et maître d'une grande partie de la Provence occidentale. À la mort de ce dernier, en 961, les Fos auraient conservé leur fonction mais désormais pour leur propre compte en la transformant en office héréditaire. Ce château occupait une position stratégique remarquable, contrôlant l'accès aux salins et pêcheries de l'étang de Berre et l'une des voies reliant Marseille à Arles.

Armes des seigneurs de Fos.

Le premier seigneur de Fos connu est Pons de Fos, dont le nom apparaît dans une charte de l'abbaye Saint-Victor, le « Bref de la Cadière », probablement de la fin du Xe siècle. Il est probable qu'on puisse l'identifier à Pons, vicomte de Marseille, certainement son père, cité en 965 aux côtés du comte d'Arles Boson II. À l'issue de l'expulsion des Sarrasins de la Provence en 972, ce Pons de Fos se vit attribuer par le comte de Provence, (Guillaume Ier) dit le Libérateur, une partie des terres libérées, plus précisément la partie orientale de la zone littorale de l'évêché de Toulon. Désormais, les seigneurs de Fos étaient aussi seigneurs d'Hyères. Ils tiraient surtout leur richesse de la présence de salins sur leurs territoires, notamment ceux des étangs de Lavalduc et de l'Engrenier dans la seigneurie de Fos, et faisaient figure de « seigneurs du sel ».
En 1018, les seigneurs de Fos tentèrent de transformer leurs seigneuries en alleux et refusèrent la suzeraineté du comte de Provence sur Fos et Hyères. S'ensuivit une guerre de trois ans menée par le comte Guillaume II de Provence qui y perdit la vie en 1018 et dont les alliés, les vicomtes de Marseille, occupèrent le château de Fos en 1020. Peine perdue, peu de temps après, dès 1031, une nouvelle campagne fut menée et le territoire de Fos fut ravagé par l'armée comtale. Les seigneurs de Fos manifestèrent encore leur volonté d'indépendance en boudant les assemblées de paix. Vers 1048, la situation n'avait guère changé et Gui, seigneur de Fos, refusait toujours la suzeraineté du comte de Provence pour Fos et Hyères, d'où un nouveau conflit à l'issue duquel, en 1056, il finit par se soumettre. Ce résultat s'obtint plus sans doute par la négociation que par la force car la même année, Rostaing, fils de Gui, obtenait l'évêché d'Aix, ce qui n'aurait pu se faire sans l'accord du comte de Provence. En 1060, les Fos sont à nouveau qualifiés de fidèles du comte.

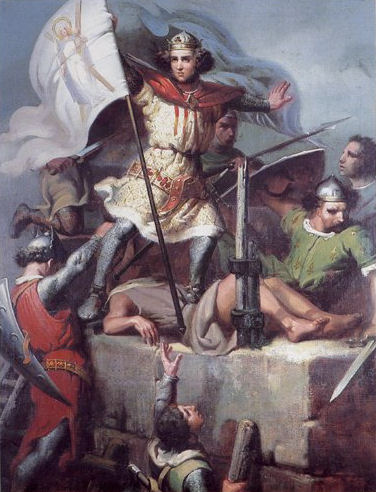
Raimond Bérenger III plante le pavillon de Barcelone au château de Fos. Tableau de Marià Fortuny (1856-1857), Catalan Académie Royale des Beaux-arts de Sant Jordi, Barcelone.

Vers 1070, les seigneurs de Fos s'emparèrent du pont des Pêcheurs, point de contrôle des pêcheries voisines, de la sortie de l'étang de Berre et de la route de Marseille à Arles. Il fallut l'intervention des vicomtes de Marseille et des seigneurs des Baux pour les obliger à rendre leur prise.
La mort de Bertrand Ier, en 1093, laisse le comté de Provence sans héritier mâle direct. Il en aboutit une partition de la Provence et la coexistence de trois maisons comtales. Les seigneurs de Fos rendent hommage et reconnaissent comme suzerain le comte de Toulouse Raymond de Saint-Gilles.
Les seigneurs de Fos participèrent à la première croisade (1096-1099) en la personne de Pons IV de Fos, justement dans l'armée du comte de Toulouse.
En 1112, par son mariage avec Douce de Rouergue, fille de la comtesse Gerberge de Provence, le comté de Provence échoit au comte de Barcelone Raimond Bérenger qui s'empresse alors de se manifester en Provence pour faire valoir ses droits. Lors de l'hommage auquel se soumettent de nombreux seigneurs en 1113, les comtes de Fos ne figuraient pas parmi les familles représentées. En 1115/1116, Raimond-Bérenger mène donc une campagne pour soumettre les récalcitrants et, en cette occasion, s'empare du château de Fos où il reçoit l'hommage de Pons V de Fos pour les territoires de Fos et d'Hyères.

### Époque contemporaine

#### La ville avant l'expansion
- Le territoire de Fos—sur-Mer est réduit en 1866 pour permettre la création de Port-de-Bouc et en 1904 afin de constituer celle de Port-Saint-Louis-du-Rhône[26].
- Des cartes postales du début du XXe siècle attestent la présence, à cette époque, de cabanes de pêcheurs, construites en roseau, au bord des étangs et à l'anse Saint-Gervais. D'autres montrent l'ancien hôtel de ville situé dans la « ville basse ».
- La Seconde Guerre mondiale a laissé quelques traces au château (percement d'une porte dans le donjon, blockhaus, casemate et tunnel souterrain) ainsi que dans les collines (deux blockhaus à proximité des châteaux d'eau). D'autres aménagements, aujourd'hui disparus, étaient disposés sur les plages.

#### La ville moderne et la zone industrielle et portuaire
- L'installation de la zone industrielle et portuaire a donné lieu à la création de plusieurs quartiers résidentiels, tous situés au nord de l'Hauture : Amaryllis, Jonquières, Saladelle, les Carabins, le Mazet, nouveau centre-ville avec hôtel de ville, cinéma l'Odyssée, centre nautique sur l'étang de l'Estomac.
- Les nouvelles arènes, construites en 1984 entre le pont de la plage et les Salins, font suite à celles qui étaient situées près de la Bergerie au nord de la commune.
- Le petit port de pêche a cédé la place à un port de plaisance construit dans les années 1960-70, modernisé par la construction d'un phare, d'une capitainerie et a été par la suite agrandi.
- Le phare de Saint-Gervais, construit par l'architecte Émile Pamart à partir de 1978, et mis en service en avril 1980, est le dernier construit en France. Construit en béton armé, il dispose d'un éclairage naturel de son fût assuré par des pavés de verre disposés sur le côté sud. Il est classé à l'inventaire des monuments historiques depuis le 21 juin 2012[27].
- Les monuments de l'ère industrielle font l'objet de visites guidées durant la saison estivale.

## Politique et administration

### Rattachements administratifs et électoraux

#### Rattachements administratifs
La commune se trouve depuis 1981 dans l'arrondissement d'Istres du département des Bouches-du-Rhône.
Chef-lieu d'un fugace canton de 1793 à 1801, elle faisait partie de 1801 à 1993 du canton d'Istres, année où celui-ci est scindé et Fos rattaché au canton d'Istres-Sud. Dans le cadre du redécoupage cantonal de 2014 en France, cette circonscription administrative territoriale a disparu, et le canton n'est plus qu'une circonscription électorale.

#### Rattachements électoraux
Pour les élections départementales, la commune fait partie depuis 2014 d'un nouveau canton d'Istres, qui compte désormais trois communes.
Pour l'élection des députés, elle fait partie de la treizième circonscription des Bouches-du-Rhône.

### Intercommunalité

Le territoire Istres-Ouest-Provence au sein de la Métropole d'Aix-Marseille-Provence.

Fos-sur-Mer, considéré comme une ville nouvelle était membre du Syndicat d'agglomération nouvelle Ouest Provence (précédemment connu sous l'appellation Rives de l'Étang de Berre, puis Nord-Ouest de l'Étang de Berre), une structure d'aménagement créée en 1972.
Celui-ci a fusionné avec cinq autres intercommunalités pour former le 1er janvier 2016 la métropole d'Aix-Marseille-Provence, dont est désormais membre Fos-sur-Mer.
À la différence des autres métropoles, la métropole d'Aix-Marseille-Provence est dotée de subdivisions spécifiques : les territoires, organes déconcentrés qui agissent pour le compte du conseil de la métropole. Les six communes de l'ancien syndicat d'agglomération nouvelle forment désormais le territoire Istres-Ouest-Provence.

### Tendances politiques et résultats
Lors du premier tour des élections municipales de 2014 dans les Bouches-du-Rhône, la liste PS-PCF-EELV menée par le maire sortant René Raimondi obtient la majorité absolue des suffrages exprimés, avec 5 164 voix (65,73 %, 28 conseillers municipaux élus dont 7 communautaires), devançant très largement les listes menées respectivement par : 

- Philippe Maurizot (UMP, 2 071 voix, 26,36 %, 4 conseillers municipaux élus dont 1 communautaire)

- Jean-Louis Sanial (FG, 621 voix, 7,90 %, 1 conseillers municipal élu).

Lors de ce scrutin, 35,73 % des électeurs se sont abstenus. 	
Lors du premier tour des élections municipales de 2020 dans les Bouches-du-Rhône, la liste PS menée par le maire sortant Jean Hetsch — qui avait succédé à René Raimondi en 2018 après sa démission — obtient la majorité absolue des suffrages exprimés, avec 3 295 voix (58,49 %, 27 conseillers municipaux dont 1 métropolitain), devançant très largement celles menées respectivement par : 

- Philippe Maurizot (LR, 1 368 voix, 24,28 %, 4 conseillers municipaux élus) ; 

- Jean Fayolle (DVC, 970 voix, 17,21 %, 2 conseillers municipaux élus).

Lors de ce scrutin marqué par la pandémie de Covid-19 en France, 55,46 % des électeurs se sont abstenus.

### Liste des maires
| Période                                  | Période                  | Identité            | Étiquette                      | Qualité |
| ---------------------------------------- | ------------------------ | ------------------- | ------------------------------ | --- |
| Les données manquantes sont à compléter. |                          |                     |                                | |
| avril 1861                               | février 1873             | Jean Laugier        |                                | |
| février 1873                             | janvier 1875             | Victor David        |                                | |
| janvier 1875                             | octobre 1876             | Edmond Tessier      |                                | |
| octobre 1876                             | novembre 1876            | Pierre Simon Phion  |                                | |
| novembre 1876                            | mai 1884                 | Antoine Janselme    |                                | |
| mai 1884                                 | mai 1896                 | Joseph Gauthier     |                                | |
| mai 1896                                 | octobre 1910             | Édouard Blanc       |                                | |
| octobre 1910                             | mai 1914                 | Jules Viale         |                                | |
| mai 1914                                 | juillet 1928             | Marius Icardent     |                                | |
| juillet 1928                             | octobre 1933             | Augustin Féraud     |                                | |
| novembre 1933                            | août 1944                | Bruno Arnaud        |                                | |
| mai 1945                                 | mars 1959                | Jules Bouilloud     |                                | |
| mars 1959                                | mars 1965                | Pierre Rubaldo      |                                | |
| mars 1965                                | mars 1977                | Jean-Jacques Féraud | UDR puis DVD                   | Ancien garagiste |
| mars 1977                                | mars 1983                | Eugène Bovero       |                                | |
| mars 1983                                | mars 1991                | Claude Rossi        | PCF puis Communiste rénovateur | Professeur de sciences naturelles Conseiller général d'Istres (1976 → 1982) Démissionnaire                                                                                 |
| décembre 1991                            | mars 2001                | Bernard Granié      | PS                             | Conseiller régional de PACA (1998 → 2004) |
| mars 2001                                | octobre 2002             | Robert Mazan        | DVG                            | |
| novembre 2002                            | octobre 2004             | Bernard Granié      | PS                             | Conseiller régional de PACA (1998 → 2004) Président du SAN Ouest Provence (2003 → 2012)                                                                                    |
| octobre 2004                             | novembre 2018            | René Raimondi       |                                | Cadre supérieur Conseiller général d'Istres-Sud (2008 → 2015) Conseiller départemental d'Istres (2015 → 2021) Président du SAN Ouest Provence (2012 → 2015) Démissionnaire |
| décembre 2018                            | 12 septembre 2022        | Jean Hetsch         | PS-DVG                         | Conseiller départemental d'Istres (2021 → 2022) Vice-président du territoire Istres-Ouest-Provence (? → 2022) Mort en fonction                                             |
| 26 septembre 2022                        | En cours (au 9 mai 2023) | René Raimondi       | DVG                            | Cadre retraité |

## Équipements et services publics

### Etablissements scolaires
Fos-sur-Mer compte 11 établissements scolaires sur son territoire : 5 écoles maternelles publiques (école maternelle Marie Mauron, école maternelle de la Jonquières, école maternelle Michel Gérachios, école maternelle Gilbert Del Corso et école maternelle Le Mazet), 5 écoles primaires publiques (école primaire Jean Giono, école primaire Michel Gérachios, école primaire Joseph d'Arbaud, école primaire Gilbert Del Corso et école primaire Le Mazet), et 1 collège publique (collège André Malraux). Il n'existe pas d'établissements d'enseignement privé à Fos-sur-Mer. La commune dépend de la zone B.

### Eau et déchets

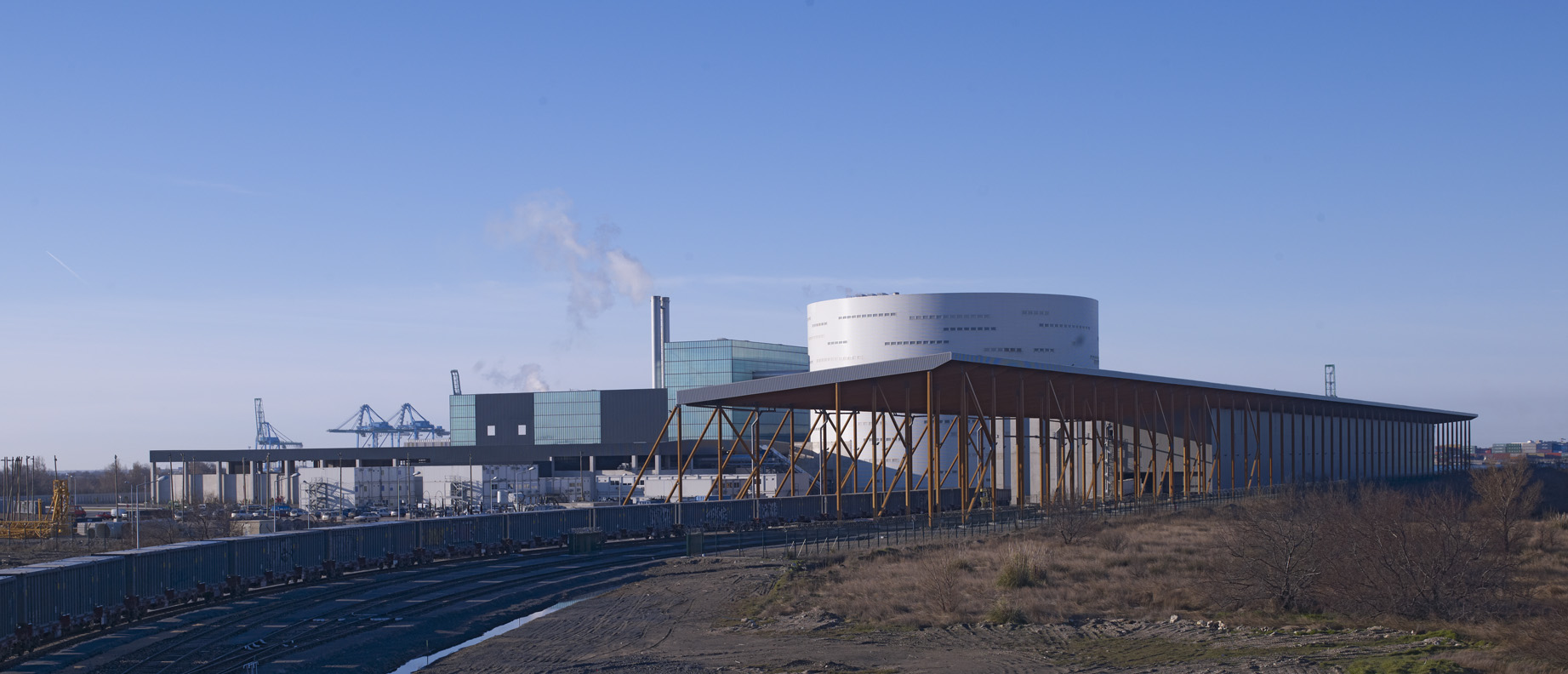
L'incinérateur de Fos-sur-Mer.

L'incinérateur de Fos-sur-Mer est inauguré en 2010. Il prend le relais de la décharge de Marseille qui était située à Saint-Martin-de-Crau et qui a été fermée en 2010.
Dans les années 1990, sur proposition de Bernard Granié (alors maire socialiste de Fos-sur-Mer) et de Jean-Noël Guérini (président socialiste du conseil général des Bouches-du-Rhône) dans un plan initial d'élimination des déchets, la communauté urbaine Marseille Provence Métropole projetait la construction d'un incinérateur capable de traiter annuellement 300 000 t de déchets. Mais les deux hommes opèrent fin 2002 un brusque revirement politique contre leur adversaire Jean-Claude Gaudin, et les tensions autour de ce projet ont été vives, jusqu'à sa construction à la fin des années 2000.

## Population et société
Les habitants de la commune sont appelés Fosséens et Fosséennes.

### Démographie
L'évolution du nombre d'habitants est connue à travers les recensements de la population effectués dans la commune depuis 1793. Pour les communes de plus de 10 000 habitants les recensements ont lieu chaque année à la suite d'une enquête par sondage auprès d'un échantillon d'adresses représentant 8 % de leurs logements, contrairement aux autres communes qui ont un recensement réel tous les cinq ans,.

En 2022, la commune comptait 15 694 habitants, en évolution de +0,55 % par rapport à 2016 (Bouches-du-Rhône : +2,48 %, France hors Mayotte : +2,11 %).
| 1793 | 1800 | 1806 | 1821 | 1831 | 1836  | 1841  | 1846  | 1851  |
| ---- | ---- | ---- | ---- | ---- | ----- | ----- | ----- | ----- |
| 550  | 418  | 579  | 690  | 916  | 1 498 | 1 862 | 1 938 | 1 984 |

| 1856  | 1861  | 1866  | 1872  | 1876  | 1881  | 1886  | 1891  | 1896  |
| ----- | ----- | ----- | ----- | ----- | ----- | ----- | ----- | ----- |
| 2 130 | 2 218 | 1 170 | 1 170 | 1 040 | 1 140 | 1 146 | 1 464 | 1 473 |

| 1901  | 1906 | 1911  | 1921  | 1926  | 1931  | 1936  | 1946  | 1954  |
| ----- | ---- | ----- | ----- | ----- | ----- | ----- | ----- | ----- |
| 1 393 | 996  | 1 114 | 1 223 | 1 350 | 1 531 | 1 543 | 1 645 | 2 349 |

| 1962  | 1968  | 1975  | 1982  | 1990   | 1999   | 2006   | 2011   | 2016   |
| ----- | ----- | ----- | ----- | ------ | ------ | ------ | ------ | ------ |
| 2 898 | 2 869 | 6 709 | 9 031 | 11 605 | 13 925 | 15 734 | 15 499 | 15 608 |

| 2021   | 2022   | - | - | - | - | - | - | - |
| ------ | ------ | - | - | - | - | - | - | - |
| 15 469 | 15 694 | - | - | - | - | - | - | - |

En 1866, le territoire de Fos-sur-Mer, ainsi que celui de Martigues, est amputé à l'est pour créer la commune de Port-de-Bouc ; sa population passe de 2 218 habitants en 1861 à 1 170 habitants en 1866. En 1904, c'est l'ouest de la commune, ainsi que celui d'Arles, qui est amputé pour créer la commune de Port-Saint-Louis-du-Rhône ; la population qui était remontée à 1 393 habitants en 1901 redescend à 996 habitants en 1906. De 1968 à 1975, la population passe de 2 869 à 6 709 habitants ; cette augmentation de 234 % est la conséquence directe de la décision conjointe du gouvernement et de l'action de la chambre de commerce de Marseille de créer une zone industrialo-portuaire. Entre 1968 et 2006, la population est multipliée par 4, passant de 2 869 à 15 734 habitants. Depuis 2006 la population s'est stabilisée, ce qui ne s'était plus produit depuis la période 1962-1968.

### Manifestations culturelles et festivités
(novembre 2018).
Fête de la Crau, festival des Chromatiques dans les années 2000, mercredi du rires, saison estivale… Retrouvez les temps forts sur le site officiel de la Ville. Y sont aussi vivaces les traditions taurines, avec des lâchers de « bious » encadrés par les gardians à cheval au centre-ville, des arènes municipales et une école de raseteurs.

### Sports et loisirs
Le club Fos Provence Basket remporte les playoffs en Pro B 2018 et peut accéder pour la première fois à la Jeep Élite, la première division de basket-ball professionnel en France. Ses matchs se disputent à la Halle Parsemain. Rémi Giuitta occupe le poste d'entraîneur depuis 2004.

## Économie

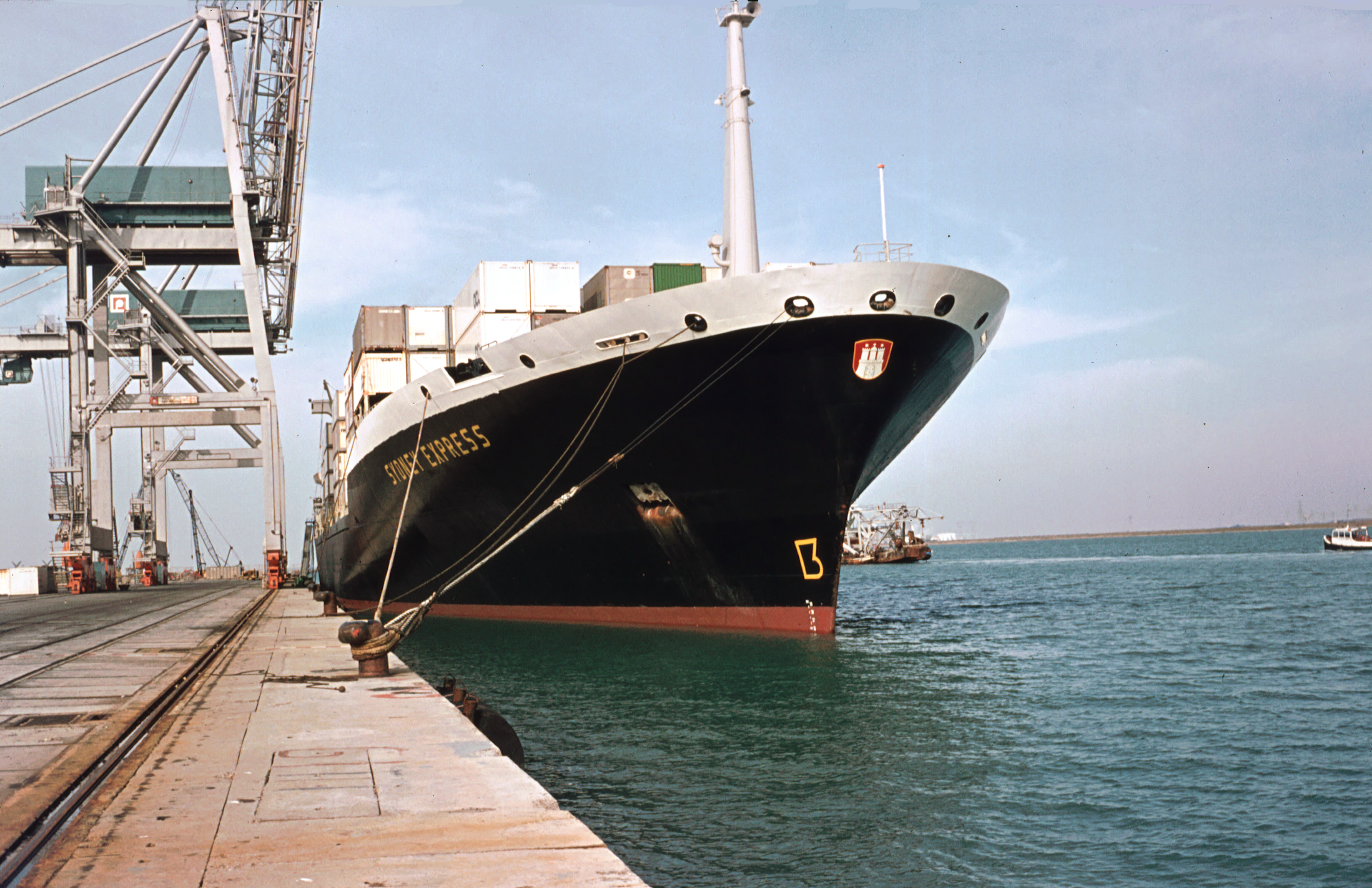
Navire porte-conteneurs le Sydney Express faisant escale à Fos-sur-Mer en 1976.

Autrefois la commune vivait des marais salants, mais désormais l'économie de la ville est basée sur l'industrie, avec la présence d'un important complexe industriel portuaire. La ville jouit d'une excellente position pour ce qui concerne les échanges : la mer Méditerranée permet des échanges vers plusieurs pays, notamment les pays d'Afrique du Nord.

### Industries pétro-chimique et métallurgie
Fos-sur-Mer est très bien desservie par les autoroutes (qui arrivent aux portes du complexe industriel) menant vers l'Espagne et l'Italie, mais aussi vers les grandes villes françaises voire vers n'importe quelle destination européenne ; la proximité du Rhône est aussi un atout non négligeable. Ainsi, la ville a attiré diverses industries, notamment la métallurgie (qui emploie près de 4 700 personnes en 1998 soit environ 70 % de la population active en 1999) avec ArcelorMittal Méditerranée (anciennement Solmer puis Sollac Méditerranée, qui fabrique principalement des aciers), Descours & Cabaud et Ascometal, producteur d'aciers spéciaux à destination de l'industrie automobile en Europe, la raffinerie avec Esso et la chimie avec Lyondell Chemical Company. Le complexe industriel héberge aussi, sur des terrains d'ArcelorMittal, une centrale solaire photovoltaïque de 12 MW construite par EDF Énergies Nouvelles. La pollution qui est générée depuis plusieurs décennies a fait l’objet d’un documentaire produit en 2019, retransmis notamment à la télévision.

### Terminal méthanier
La Commission nationale du débat public a décidé d’organiser deux débats publics relatifs à la création d'un terminal méthanier à Fos-sur-Mer (Fos Faster, joint-venture entre le néerlandais Vopak et Shell) et à la prolongation de l’exploitation de l’actuel terminal méthanier à Fos Tonkin (Elengy, filiale de GRTgaz). Ces débats sont confiés à deux Commissions Particulières du Débat Public (CPDP), toutes deux présidées par Antoine Dubout et coordonnées par Frédéric Aucher, secrétaire général.
Les riverains du golfe de Fos sont invités aux 11 réunions publiques qui se déroulent du 9 septembre au 14 décembre 2010 dans les communes de Fos-sur-Mer, Port-de-Bouc, Port-Saint-Louis et Istres.
Ces réunions visaient à informer le public et apporter aux maîtres d’ouvrage (Fos Faster et Elengy) des avis, suggestions et enseignements susceptibles de les éclairer au moment des décisions finales relatives aux projets. Les débats devaient permettre à des opinions diverses de s’exprimer, de favoriser la confrontation de différents points de vue et d’encourager l’expression la plus large.

## Culture locale et patrimoine

### Lieux et monuments
- Du haut Moyen Âge, le versant oriental du château livre des silos à grains ainsi que des sépultures. Des vestiges de sépultures sur la face sud de l'église semblent aussi dater de cette période et sont très similaires à ceux que l'on trouve sur le côté de la chapelle Notre-Dame-de-la-Mer.
- Également du haut Moyen Âge mais aujourd'hui disparu sous la mer, abbaye paléochrétienne de Saint-Gervais, consacrée à saint Protais et saint Gervais.
- L'église Saint-Sauveur qui se trouve sur les hauteurs de Fos-sur-Mer est inscrit monument historique[48] le 17 septembre 1964. Construite sur un rocher incliné, elle n'est pas sans évoquer la proue d'un navire. Datant du XIe siècle, elle a été remaniée au XIXe siècle. L'église, toujours consacrée au culte, accueille également des expositions temporaires.

Église Saint-Sauveur
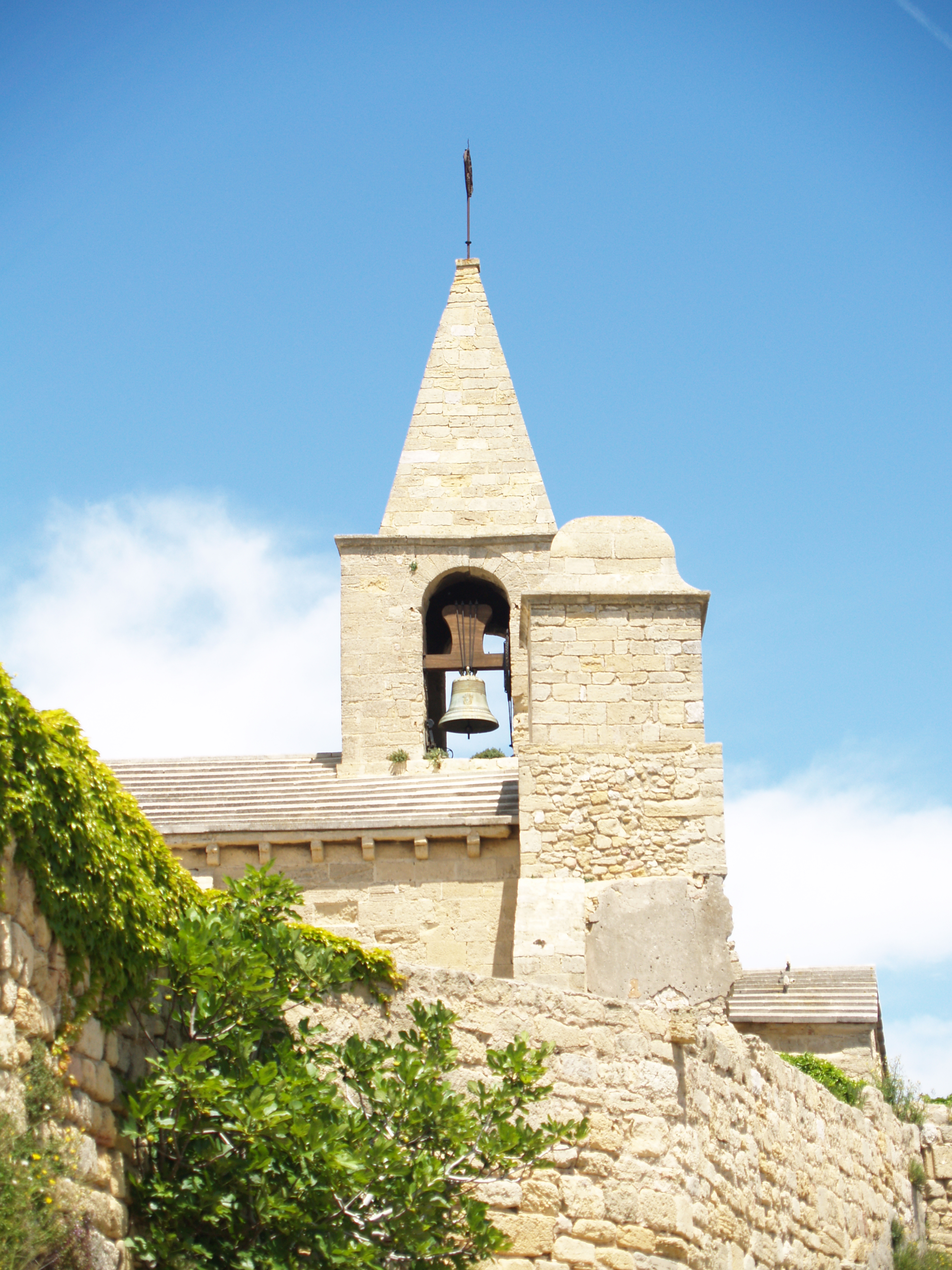
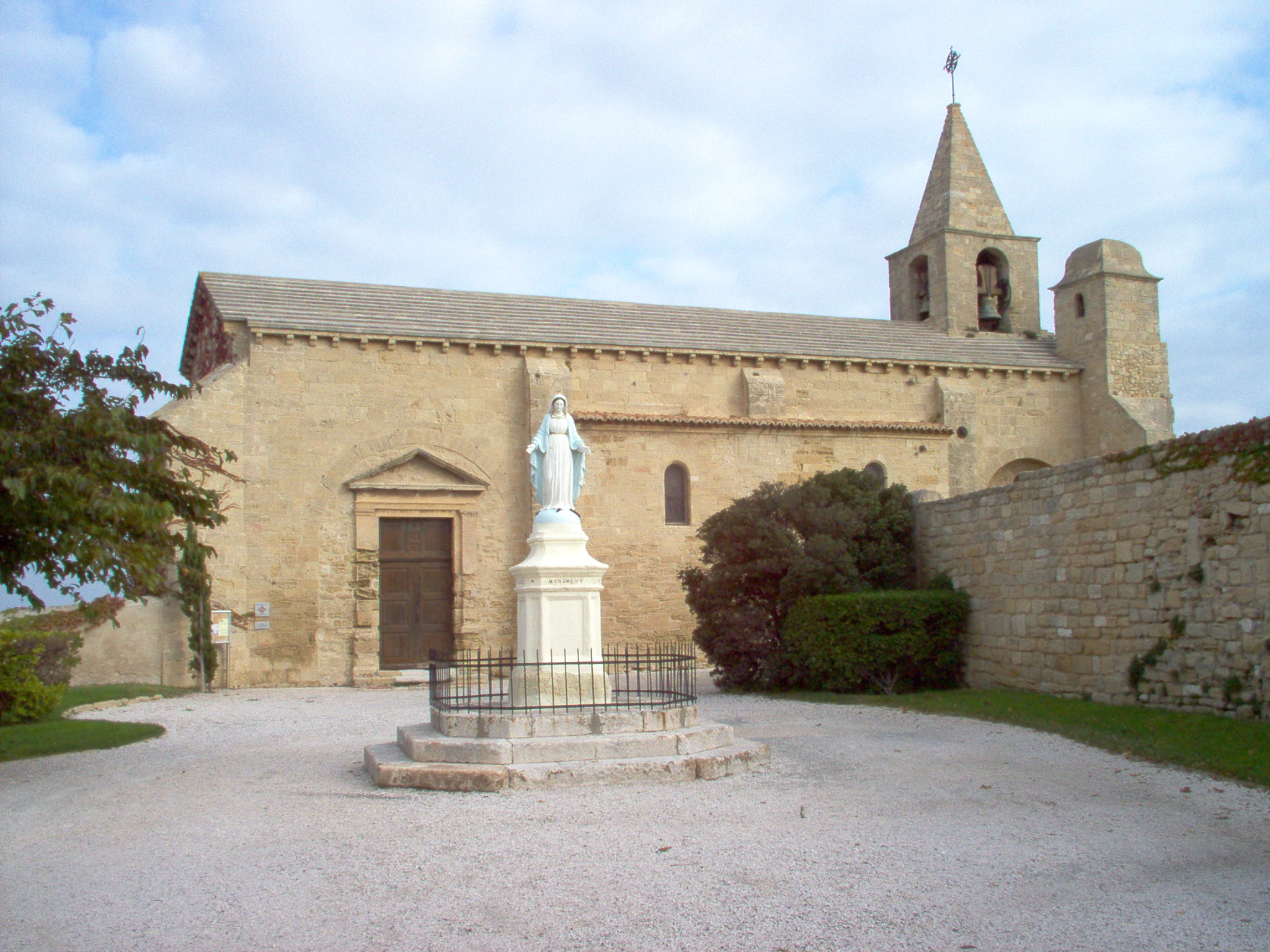
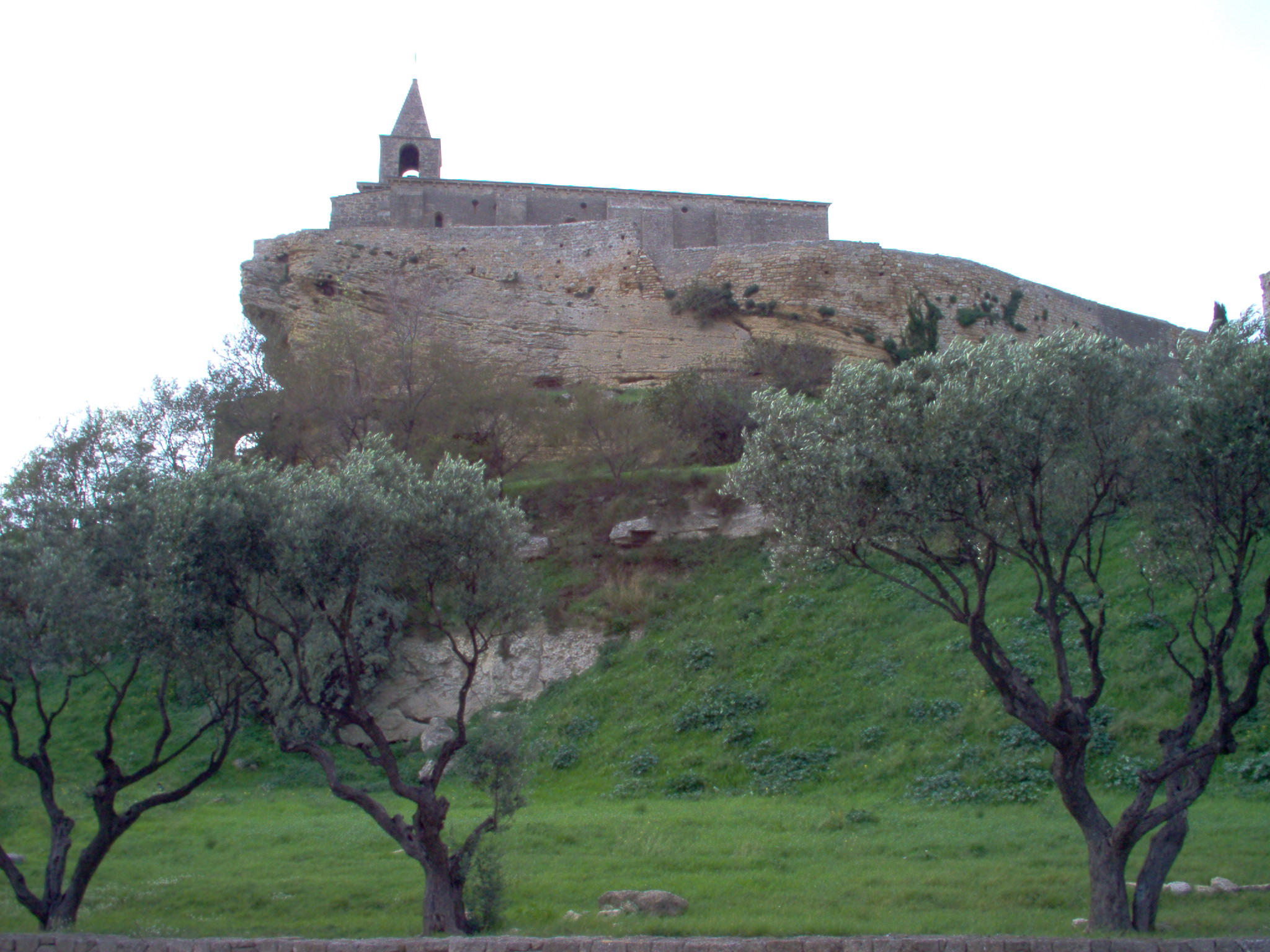

- La chapelle Notre-Dame-de-la-Mer se situe sur une éminence entre le château de l'Hauture et le front de mer. Si la chapelle date du XIe et XIIe siècles, la nécropole autour remonte au Haut-Empire et au haut moyen âge. L'édifice a été inscrit à l'inventaire des monuments historiques le 23 avril 1965[49].
- Le village a conservé des vestiges du château du XIVe siècle, propriété des vicomtes de Marseille. Les remparts du château sont classés monument historique de puis le 21 avril 1937[50].

### Musées et espaces culturels
- Expositions temporaires dans l'église Saint-Sauveur.
- Village-Musée à l'Office de tourisme.
- Maison intercommunale du Patrimoine (château de l'Hauture).
- Médiathèque.
- Souterrains du château de l'Hauture.
- Espace d'information de la zone industrielle et portuaire.
- Ancien musée Léon-Arnaud de la chapelle Notre-Dame-de-la-Mer (collections d'amphores et monnaies transférées au musée archéologique d'Istres).

### Personnalités liées à la commune
- Robert Lesbounit (1904-1989), dessinateur, peintre, sculpteur et enseignant français : on lui doit les fresques sur ciment de la raffinerie[réf. souhaitée].
- André-Pierre Gignac (1985-), footballeur international français qui évolue au poste d'avant-centre dans le club mexicain des Tigres UANL, a emménagé à Fos-sur-Mer lorsqu'il avait 3 ans, et a commencé le football au sein du ES Fos-sur-Mer.

### Héraldique
| Blason de Fos-sur-Mer | Blason  | D'or au cochon contourné de sable.                                            |
| Blason de Fos-sur-Mer | Détails | Le statut officiel du blason reste à déterminer.                              |
| Blason de Fos-sur-Mer | Alias   | Coupé : au 1er d’azur à la croix d’argent, au 2e d’argent au cerf de gueules. |

## Pour approfondir